# Windpark Tafila
Der Windpark Tafila ist ein 2015 errichteter Windpark in Jordanien, der sich etwa 180 km  südlich der Hauptstadt Amman im Gouvernement at-Tafila befindet. Er besteht aus 38 Windkraftanlagen des Typs Vestas V112-3MW und besitzt eine Nennleistung von 117 Megawatt. Das jährliche Regelarbeitsvermögen liegt bei ca. 400 GWh, womit der Windpark etwa 3 % der jordanischen Stromversorgung stellt. Die Stromgestehungskosten des Windparks liegen gemäß dem extra für den Windpark gegründeten Betreiberkonsortium JWPC bis zu 25 % niedriger als bei konkurrierenden Wärmekraftwerken.  Im Dezember 2015 wurde der Windpark vom jordanischen König Abdullah II feierlich in Betrieb genommen.
Tafila ist der erste große Windpark in Jordanien, eine Reihe weiterer Windparks sollen folgen. Ziel ist es unter anderem, durch Umstieg auf heimische erneuerbare Energien die Importabhängigkeit von fossilen Brennstoffen zu senken und auf diese Weise die Kosten der Energieversorgung zu senken.